# Guentherus
Guentherus is een geslacht van straalvinnige vissen uit de familie van de diepzeekwabben (Ateleopodidae).

## Soorten
- Guentherus altivela Osório, 1917.
- Guentherus katoi Senou, Kuwayama & Hirate, 2008.